# Luddhorn
Luddhorn (Xylaria corniformis) är en svampart som först beskrevs av Elias Fries, och fick sitt nu gällande namn av Elias Fries 1849. Luddhorn ingår i släktet Xylaria och familjen kolkärnsvampar.  Arten är reproducerande i Sverige. Inga underarter finns listade i Catalogue of Life.